# Прва влада Лазара Колишевског
Прва влада Лазара Колишевског је формирана 16. априла 1945. године на Трећем заседању АСНОМ-а као влада Демократске Федералне Македоније у оквиру Демократске Федеративне Југославије и трајала је до 18. априла 1946. године. Реконструкција владе је извршена 11. фебруара 1946. године.

## Састав Владе
| Функција                          | Слика | Име и презиме    | Странка        | Детаљи                |
| --------------------------------- | ----- | ---------------- | -------------- | --------------------- |
| Председник Владе                  |       | Лазар Колишевски | КП Југославије |                       |
| први потпредседник                |       | Љупчо Арсов      | КП Југославије |                       |
| други потпредседник               |       | Абдураим Мехмед  | КП Југославије |                       |
| Министри                          |       |                  |                |                       |
| Министар финансија                |       | Љупчо Арсов      | КП Југославије | до 11. фебруара 1946. |
| Министар финансија                |       | Даре Џамбаз      | КП Југославије | од 11. фебруара 1946. |
| Министар унутрашњих послова       |       | Кирил Петрушев   | КП Југославије | до 11. фебруара 1946. |
| Министар унутрашњих послова       |       | Цветко Узуновски | КП Југославије | од 11. фебруара 1946. |
| Министар просвете                 |       | Никола Минчев    | КП Југославије |                       |
| Министар правде                   |       | Павел Шатев      | КП Југославије |                       |
| Министар индустрије и рударства   |       | Страхил Гигов    | КП Југославије | до 11. фебруара 1946. |
| Министар индустрије и рударства   |       | Георги Василев   | КП Југославије | од 11. фебруара 1946. |
| Министар трговине и снабдевања    |       | Тоде Ношпал      | КП Југославије |                       |
| Министар пољопривреде и шумарства |       | Благоја Фотев    | КП Југославије |                       |
| Министар народног здравља         |       | Вукашин Попадић  | КП Југославије |                       |
| Министар социјалне политике       |       | Неџат Аголи      | КП Југославије |                       |
| Министар грађевина                |       | Георги Василев   | КП Југославије | до 11. фебруара 1946. |
| Министар грађевина                |       | Кирил Петрушев   | КП Југославије | од 11. фебруара 1946. |